# Ruptura de bitola
A ruptura de bitola ocorre quando numa mesma via férrea há carris (português europeu) ou trilhos (português brasileiro) de diferentes bitolas que não estão associados em paralelo como numa bitola mista.
A carga transportada é então transferida à outra carruagem/vagão de outro trem, o que acarreta atrasos, maior custo e inconveniência na mudança de uma bitola para outra.

## Vantagens
Caso as bitolas tenham diferentes perfis de carga, a ruptura de bitola ajudaria a manter as carruagens/vagões maiores à salvo da remota possibilidade de ficarem presas em túneis mais estreitos.
Outra vantagem: caso exércitos invasores utilizem a via férrea, a ruptura de bitola faria com que os planos de invasão do país sejam gravemente prejudicados (foi o caso da invasão alemã à URSS na Segunda Guerra Mundial).

## Desvantagens
O transbordo da carga de uma composição à outra demanda muito trabalho e tempo, com o risco de danos às mercadorias. Caso a capacidade das carruagens/vagões de carga em cada sistema sejam muito diferentes, atrasos adicionais podem surgir. Uma solução técnica interessante para evitar tal transbordo são os comboios/trens com eixos de bitola variável.